# مؤسسه تحقیقات هوا و فضای کره

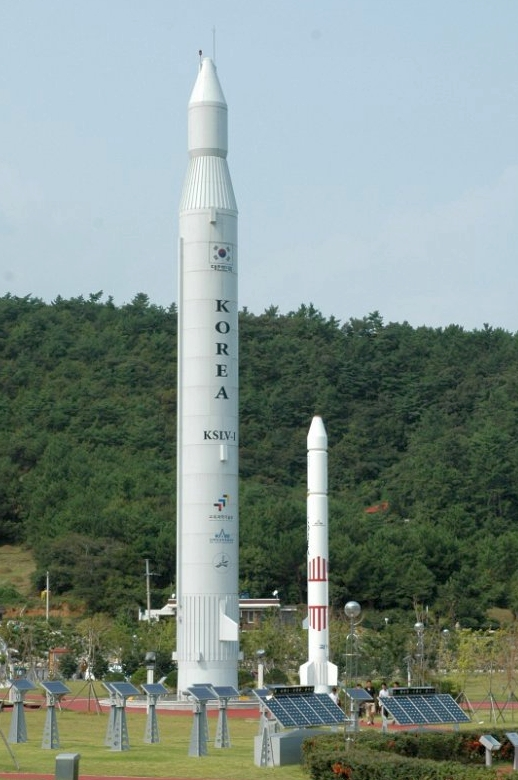
اندازه واقعی ماکت KSLV-1 نارو در نمایشگاه منطقه نارو مرکز فضایی.

مؤسسه کره هوافضا پژوهشکده (KARI) موسسه‌ای در خصوص هوانوردی و آژانس فضایی از کره جنوبی است. 

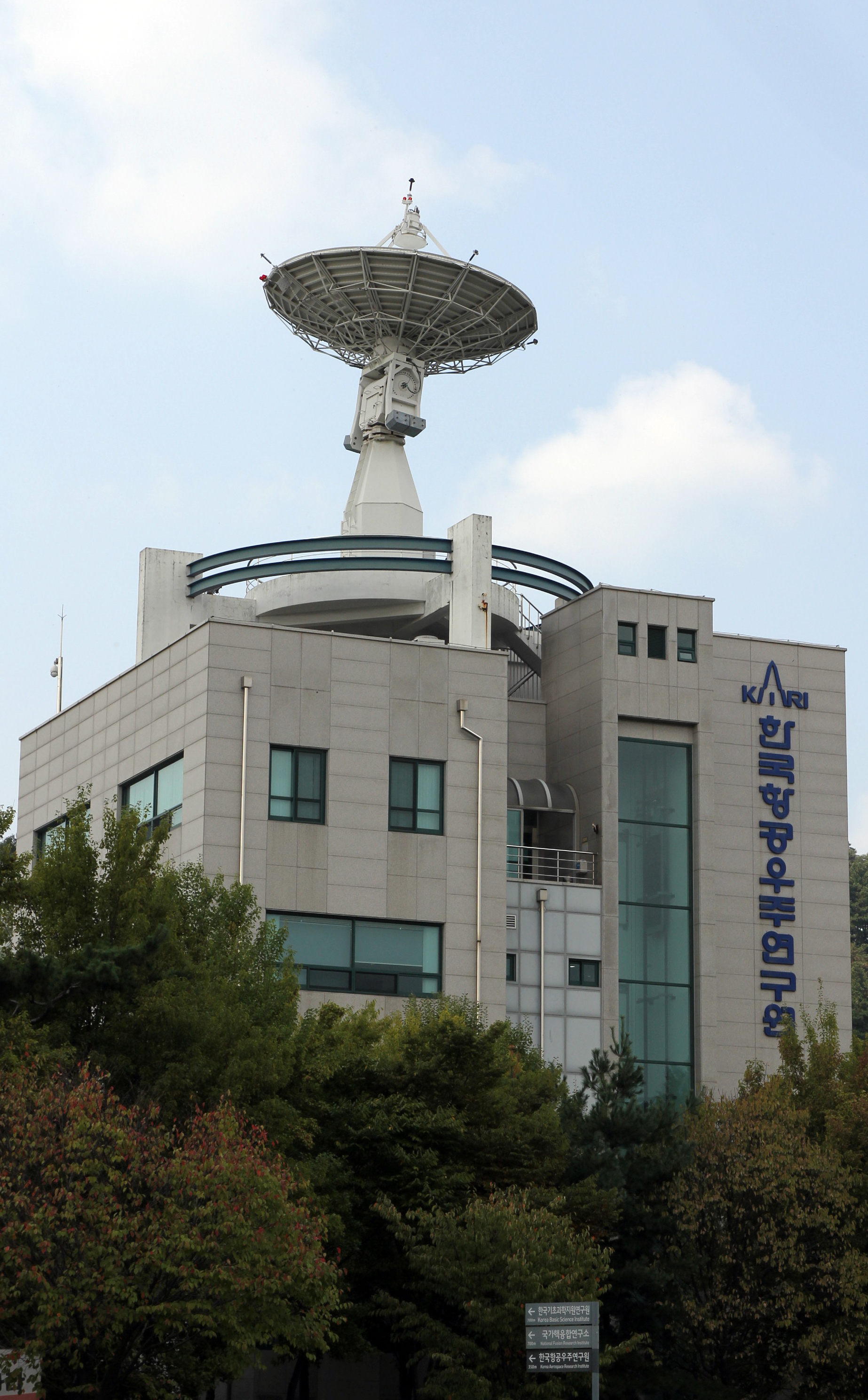
در حال ویرایش مؤسسه تحقیقات هوا و فضا کره

## جدول زمانی
- ۱۹۸۹٫۱۰ ایجاد KARI وابسته به KIMM(مؤسسه کره ماشین آلات و مواد)
- ۱۹۹۰٫۱۲ بنای تخمگذار مراسم برای ساختمان مؤسسه
- ۱۹۹۲٫۰۷ مجاز به بازرسی آژانس تعیین شده توسط قانون AIDP
- ۱۹۹۲٫۱۱ تکمیل ساخت و ساز از تحقیقات ساختمان پیچیده
- ۱۹۹۶٫۱۱ سازمان مستقل به عنوان KARI یک گنجانیده بنیاد
- ۱۹۹۷٫۰۴ مجاز به نوع گواهینامه آژانس تعیین شده توسط قانون حمل و نقل هوایی
- ۱۹۹۹٫۰۱ تغییر نوع گواهینامه آژانس
- ۲۰۰۱٫۰۱ تغییر نام به کره پژوهشگاه هوافضا
- ۲۰۰۳٫۰۵ بنای تخمگذار مراسم هواپیما پرواز مرکز آزمون
- ۲۰۰۳٫۰۸ بنای تخمگذار مراسم نرو مرکز فضایی
- ۲۰۰۴٫۱۰ اتمام جزیره ججو ردیابی ایستگاه
- ۲۰۰۵٫۰۱ نصب و راه‌اندازی قطب جنوب زمین ایستگاه
- ۲۰۰۸٫۰۳ انتقال به KRCF(کره شمالی شورای تحقیقات بنیادی علم o& فناوری
- ۲۰۰۹٫۰۶ اتمام نرو مرکز فضایی
- ۲۰۱۰٫۰۶ اندازی COMS
- ۲۰۱۱٫۱۱ هوشمند پهپاد توسعه
- ۲۰۱۲٫۰۵ اندازی کره چند منظوره ماهواره‌ای(KOMPSAT)-3
- ۲۰۱۳٫۰۱ ۳ راه‌اندازی از کره جنوبی ۱ ماهوارهبر KSLV-1
- ۲۰۱۳٫۰۸ اندازی کره چند منظوره ماهواره‌ای (KOMPSAT)-5
- 2013.11 STSAT(علم و فناوری ماهواره‌ای)-۳ توسعه
- 2013.12 4KC-۱۰۰ توسعه
- ۲۰۱۴٫۰۵ دیفتری توسعه
- ۲۰۱۵٫۰۳ اندازی کره چند منظوره ماهواره‌ای (KOMPSAT)-3A
- 2015.08 EAV-۳ توسعه
- ۲۰۱۵٫۱۲ تکمیل KSLV-II موتور احتراق مرکز آزمون